# My Little Pony: Equestria Girls - Los juegos de la amistad
My Little Pony: Equestria Girls - Los juegos de la amistad o Friendship Games, es una película animada del año 2015 que sirve como secuela de las películas My Little Pony: Equestria Girls, My Little Pony: Equestria Girls - Rainbow Rocks y un spin-off de la serie de televisión My Little Pony: La magia de la amistad. La película fue anunciada por Hasbro como parte de un equipo de prensa en la Feria Internacional del Juguete 2015 y se estrenó en Norteamérica  el 26 de septiembre de 2015. También se estrenó en Latinoamérica el 7 de noviembre de 2015 en el canal Discovery Kids. Es distribuida por Hasbro Studios en los Estados Unidos, Canadá, México y América Latina.
La película revisualiza los personajes principales de la serie, normalmente ponis, como personajes humanos en un entorno de escuela secundaria Canterlot. La trama de la película consiste en las amigas de Twilight Sparkle y Sunset Shimmer de CHS compite contra Crystal Prep.

## Sinopsis
Regresan las Rainbooms ahora con Sunset Shimmer siendo parte del grupo y con una nueva reputación para todo Canterlot High School, y ahora con la llegada de los Juegos de la amistad, deberán probar que ellas pueden ganar gracias a la amistad que tienen entre ellas, sin embargo, no se esperan que una nueva amenaza mágica se encuentra entre ellas, solo que no es lo que parece.

## Trama
Sunset Shimmer y sus amigas corren hacia Canterlot High School, habiendo sido llamadas por Rainbow Dash a través de mensajes de texto de emergencia. Sin embargo, la única "emergencia" es que Rainbow tiene una cuerda de guitarra rota, para gran frustración de sus amigas. Rainbow se prepara para dar una presentación a las Crusaders y las otras se unen a ella dentro de la escuela, mientras que Sunset Shimmer se queda escribiendo hacia la Princesa Twilight en Equestria.
Como Sunset se queda escribiendo, un autobús se detiene frente a la escuela, y una adolescente en una sudadera con capucha se baja. Ella utiliza un dispositivo científico y se aproxima a la estatua, que parece estar extrañamente interesada en el portal hacia Equestria. Sunset se da cuenta de la chica y habla en voz alta para ella. La chica de repente sale corriendo, y Sunset le persigue. Antes de que Sunset pudiera alcanzar a la chica, ella se escapa en otro autobús.
Después de haber escapado de manera segura, la chica se quita la capucha, revelando su identidad como la contraparte humana de Twilight Sparkle, que después del final de Rainbow Rocks ella empezó a investigar sobre esa escuela.
Algún tiempo después, Sunset y sus amigas se reúnen en la biblioteca de la escuela. Sunset se pregunta sobre el interés de la misteriosa chica en la estatua, y señaló que ella parece ser del mundo humano y no de Equestria. Rainbow Dash cree que la chica es una estudiante de la Crystal Prep Academy tratando de desfigurar la estatua debido a los próximos Juegos de la Amistad, ya que los Shadowbolts de la Crystal Prep siempre ganan. A pesar de que los Juegos representan a las escuelas unidas en deportividad, Canterlot High y Crystal Prep son feroces rivales, y Rainbow Dash tiene un plan para darle la victoria a su escuela.
Más tarde, en una reunión de energía en el gimnasio, Rainbow Dash con la ayuda de los porristas de la banda marchante de la escuela, motiva a los estudiantes poco entusiastas con una canción enérgica. En el clímax de la canción, Rainbow Dash libera colas y orejas de poni. Después de que terminara el show de porristas, Applejack se pregunta cómo Rainbow fue capaz de "ponificarse" sin su guitarra. La subdirectora Luna se acerca y le pide que mantengan su magia bajo control durante los Juegos de la Amistad para evitar acusaciones de hacer trampa. Ella también le da la tarea a Sunset Shimmer con resolver el misterio de las transformaciones mágicas aleatorias de sus amigas.
De vuelta a Crystal Prep, Twilight va a su sala de investigación y encuentra a su perro Spike. Ella le explica que el dispositivo que construyó puede medir y contener la energía extraña que rodea Canterlot High, con la esperanza de que esta investigación conseguirá su aceptación en el Programa de Estudios Independientes de Everton. Justo en ese momento, la decana Cadance entra e informa a Twilight que la directora Cinch exige su presencia. Consciente del interés de Twilight en Everton, Cadance también la anima a dar la amistad en el intento. En su camino a la oficina del Cinch, Twilight comienza a contemplar su lugar en la escuela.
En la oficina de Cinch, Twilight se sorprende al ver a su hermano Shining Armor con Cinch y Cadance. Habiendo aprendido de la reciente subida de Canterlot High en los promedios de calificación y en las pruebas de atletismo, Cinch solicita a Twilight a que se una a los Shadowbolts y compita en los Juegos de la Amistad para mantener la reputación de Crystal Prep. Twilight no está muy convencida sobre esto hasta que Cinch amenaza con negar su solicitud para Everton.
Al final, Twilight decide competir, ya que ella planeaba recoger más datos en la escuela de todos modos. Ella lleva su amuleto alrededor del cuello y esconde a Spike en su mochila. Al llegar el autobús, Twilight ve a sus compañeros de equipo: la bipolar Sour Sweet, la ultra competitiva Indigo Zap, la extremadamente contundente Sugarcoat, la chica roquera Lemon Zest, y la chica recta Sunny Flare. Ella inmediatamente tiene dificultades para llevarse bien con ellas y hace el ridículo y son desconfiables y arrogantes.
Después de que la práctica de las Rainbooms acabara, Rainbow expresa la esperanza de que en los Juegos tendrán un concurso de música, pero Sunset le recuerda que se supone deben mantener la magia fuera de la competición. Mientras tanto, Rarity muestra a sus amigas diferentes trajes que hizo para usar en los Juegos.
En la entrada de Canterlot High School, la Directora Celestia y la subdirectora Luna dan la bienvenida a Cinch y Cadance respectivamente en la escuela. Usando su amuleto para realizar el seguimiento de la energía, Twilight entra en la escuela y se sorprende cuando varios estudiantes del CHS la saludan por su nombre. Ella tropieza con Flash Sentry, que se pregunta acerca de las gafas de Twilight. Twilight termina su conversación cuando su dispositivo inicia la detección de energía.
De vuelta en el salón de banda, Applejack le pregunta a Rarity por qué haría tanta ropa que podrían no necesitar, y a lo que Rarity dice que ella sólo es generosa. Cuando su generosidad brilla, Rarity se transforma. En el exterior, Twilight detecta la energía emitida por la transformación de Rarity, y su dispositivo se abre para absorberla. Cuando drena su magia, Rarity de repente se siente fatigada, y sus orejas y cola de caballo pony extendida desaparecen. Cuando Twilight entra en el salón de la banda, las Rainbooms están encantadas de reunirse con su amiga de Equestria. Sin embargo, ellas están confundidas en cuanto a por qué ella está usando el uniforme Crystal Prep y gafas. Twilight expresa aún más confusión cuando Fluttershy y Rarity reconocen a su perro mascota. Cuando Celestia da a Cinch un recorrido por la escuela, ella también reconoce a Twilight y Cinch se refiere a Twilight como su alumna. Ella asume que Twilight tiene una hermana gemela, pero Pinkie Pie explica que ella no es la Twilight de Equestria.
Fuera de la entrada CHS, Cinch tiene una conversación privada con Twilight, diciéndole que tiene que estar centrada en los Juegos. Twilight le dice a Cinch sobre cómo todo el mundo la conoce en la escuela, y Cinch la convence de que sólo están tratando de distraerla.
Rarity muestra incredulidad al saber que Twilight en el mundo humano va a la Crystal Prep, y Rainbow se sorprende de que van a estar jugando en contra de su supuesta amiga. Sin embargo, Sunset está más preocupada por los sucesos mágicos al azar, así como el hecho de que ella no ha recibido respuesta de la Twilight pony. Después de separarse de sus amigas, Sunset considera regresar a Equestria encontrar a Twilight ella misma. Desafortunadamente, el dispositivo de la Twilight humana detecta pronto la energía del portal y absorbe la magia de ella, dejándolo inactivo.
En el gimnasio, una fiesta de bienvenida se celebra para los estudiantes de Crystal Prep, pero nadie parece estar llevándose bien. Sunset informa a sus amigas sobre lo que le pasó al portal e inmediatamente culpa sobre eso a la Twilight humana. Ella trata de enfrentarse a ella, pero una confrontación repentina con los otros Shadowbolts le impide hacerlo. Mientras tanto, Pinkie se presenta a sí misma a Twilight. Twilight se da cuenta de que no hay mucha emoción en la fiesta.
Cuando la directora Celestia saluda a los estudiantes de Crystal Prep, Pinkie y Twilight transportan un par de cañones de fiesta en el gimnasio. Con un poco de redecoración y la iluminación y música adecuada, la fiesta se inicia en pleno apogeo, y los estudiantes de Canterlot High y Crystal Prep comienzan a interactuar. Complacida por esto, Pinkie se transforma. Al igual que antes, el dispositivo de Twilight drena accidentalmente la magia de Pinkie y también se abre una pequeña grieta dimensional. Una vez que la directora Cinch sube al escenario, la fiesta se detiene. Cinch da un breve discurso fuertemente criticando a Canterlot High, concluyendo que los Juegos de este año van a terminar como todos los anteriores.
Una vez más, los dos grupos de estudiantes están en malos términos. Las Rainbooms se acercan a Pinkie, y ella les informa de que algo drenó su magia. Tratan de encontrar a Twilight, pero ella ha desaparecido.
En la entrada, la decana Cadance comienza el primer evento de los Juegos de la Amistad: el decatlón académico. En el montaje musical que sigue, los Shadowbolts ganan en química, los Wondercolts en economía doméstica, los Shadowbolts en taller de madera, y el concurso de ortografía termina en un empate, de los que participan van siendo eliminados con exclusión de Twilight y Sunset.
El tramo final del decatlón se enfrentan Sunset y Twilight en un intento de resolver una ecuación matemática compleja. Al final, Twilight gana el evento y el decatlón para los Shadowbolts, pero el entusiasmo de los estudiantes de Crystal Prep es mediocre. Mientras tanto, los Rainbooms acercan a Sunset y la felicitan por haber dado lo mejor.
Algún tiempo después, Twilight se encuentra con Fluttershy, que felizmente tiene a sus mascotas. Twilight encuentra un alma gemela en Fluttershy ya que ella también metió de incógnito a Spike en la escuela con ella. Fluttershy felicita a Twilight por ganar el decatlón pero comenta sobre cómo sus compañeros estaban. Twilight explica que nadie en la Crystal Prep se emociona acerca de cualquier cosa que no hagan ellos mismos. En un esfuerzo por animar a Twilight, Fluttershy le deja a Ángel. Cuando Twilight comienza a sentirse mejor, el gesto de Fluttershy de bondad hace que ella se transforme. El dispositivo drena la magia de Fluttershy y abre varias grietas dimensionales, a través del cual aparece un jackalope Ecuestre. Spike persigue al jackalope dentro y fuera de las grietas y se ve afectado por la extraña energía. Como resultado de haber sido afectado por la magia Ecuestre, Spike es capaz de hablar, dejando a Twilight en completo shock.
Cuando Twilight huye, Spike la sigue a un pasillo y le pregunta por qué ella se escapó. Una Twilight desconcertada menciona los acontecimientos extraños que está experimentando, que culminaron con su perro parlante. Spike explica a Twilight que cuando él persiguió al jackalope, él estaba en otra parte, y de repente podía hablar. Cuando la directora Cinch se acerca, Twilight esconde a Spike en un armario cercano. Cinch alienta a Twilight para conocer a sus competidores, ya que parece que tienen un gran interés en ella. Cuando Twilight dice que se siente incómoda con el espionaje, Cinch, una vez más usa su aplicación a Everton como palanca.
En otros lugares, Fluttershy le dice a sus amigas lo que pasó. Sunset está ahora más frustrada al saber que Twilight parece estar robando la magia y que no ha recibido respuesta de la Twilight de Equestria. Durante una de las payasadas de Pinkie Pie, que cae a través de la puerta trasera de la escuela, revela el campo de juego para el próximo evento de los Juegos de la Amistad.
Cinch asigna a cada uno de sus competidores a los diferentes eventos del relevo: Indigo Zap y Sugarcoat en motocross, Lemon Zest y Sunny Flare en patinaje de velocidad, y Twilight y Sour Sweet en el tiro con arco.
La decana Cadance anuncia el inicio de la carrera de relevos en la que los estudiantes competirán en el tiro con arco, patinaje de velocidad y motocross. Sour Sweet, Twilight, Fluttershy y Applejack comienzan el evento de tiro con arco. Sour Sweet inmediatamente da en el blanco y espera a Twilight, que tropieza hacia el podio. Fluttershy tiene algunas dificultades iniciales en la obtención de un tiro al blanco, pero finalmente acierta, da la señalización del turno de Applejack. Una vez que Applejack da en el blanco, Rarity y Pinkie comienzan la ronda de patinaje de velocidad.
De vuelta en el stand de tiro con arco, Twilight tiene mucha dificultad para golpear a su objetivo, lo que enfurece a Sour Sweet. Sin el apoyo de sus compañeros de equipo, Twilight pierde casi toda la confianza en sí misma. Applejack en última instancia se acerca a darle algunos consejos, y con su ayuda, Twilight, finalmente, da en el blanco. Ella abraza a Applejack en agradecimiento, y Applejack, como muestra de honestidad, se transforma. El dispositivo de Twilight una vez más drena la magia de Applejack.
Durante la ronda de patinaje de velocidad, Sunny Flare y Lemon Zest logran alcanzar a sus competidores. Después de que los Wondercolts ganan la ronda, Sunset, Rainbow, Sugarcoat e Indigo comienzan la ronda de motocross. Mientras tanto, la magia del dispositivo de Twilight comienza a abrir más grietas, liberando algunas plantas monstruosas de Equestria. Una de las plantas tira a Sunset de su motocicleta. Rainbow la salva de ser atacada y se transforma como muestra de lealtad. Cinch se da cuenta de estos fenómenos extraños, pero Celestia finge inocencia. Cuando Rainbow Dash defiende a todos de las plantas, los Wondercolts ganan el relevo, empatando así la puntuación entre las dos escuelas.
Mientras Rainbow está satisfecha por la victoria, Sunset está preocupada de que la magia se está saliendo de control y alguien podría salir lastimado. Cuando Twilight se acerca a las Rainbooms para disculparse, su dispositivo drena la magia de Rainbow Dash y Cinch se da cuenta para que funciona el dispositivo. Sunset finalmente estalla en ira y se desquita con Twilight, quien explica que ella sólo quería saber acerca de la extraña energía que rodea a la escuela. Sunset regaña duramente a Twilight por jugar con cosas que no entiende y poner en peligro las vidas de sus amigas. Su desquite hace que Twilight huya llorando.
Cerca de allí, la directora Cinch acusa a Celestia y a su escuela de hacer trampa. A pesar de la propuesta de Celestia para poner fin a los Juegos con un empate, Cinch insiste en que los Juegos continúen. Sunset se disculpa con Celestia por ser incapaz de contener la magia. Celestia le perdona, pero Sunset se avergüenza por no ser capaz de controlar la magia que ella trajo de Equestria en el primer lugar.
Más tarde esa noche, Cadance y Luna anuncian el evento final de los Juegos de la Amistad: Capturar la bandera. En la esquina de los Wondercolts, Sunset se siente muy mal por lo que le dijo a Twilight. En la esquina de los Shadowbolts, Cinch le dice a sus alumnos que el fracaso no es una opción para este evento. Ella sugiere que "combatir el fuego con fuego" y golpearan a CHS en su propio juego mediante el uso de su magia contra ellos. Con la amenaza de una vez más negar su solicitud a Everton, Cinch y los Shadowbolts manipulan a Twilight para que libere la magia cantando y la convencen.
Una vez comenzado el evento, Twilight abre su dispositivo y libera toda la magia almacenada en su interior. La magia la envuelve y corrompe a Twilight, transformándola en un alter ego monstruoso: "Midnight Sparkle". Midnight se convierte en una loca por la magia como Sunset alguna vez lo fue, diciendo que ahora entiende la magia, y abre múltiples grietas dimensionales a Equestria. Ella decide que quiere entender todo sobre la magia de Equestria, incluso si el mundo humano se destruye en el proceso, Cinch se dio cuenta de que cometió un error.
Cuando tanto los estudiantes de Canterlot High y Crystal Prep están en peligro, los Shadowbolts ponen su rivalidad a un lado y acuden en ayuda de los Wondercolts. Sunset, al darse cuenta de lo que alguna vez le pasó a ella ahora le está sucediendo a Twilight, le dice que la magia no puede darle todo lo que ella quiere y revela que la verdadera magia viene de la honestidad, la lealtad, la risa, la generosidad y la amabilidad. Ella destruye el dispositivo de Twilight, devolviendo su magia a las Rainbooms y concediéndole un alter ego angelical con alas de fuego: "Daydream Shimmer".
Daydream utiliza sus poderes para sellar las grietas dimensionales, y ella se enfrenta a Midnight en una batalla mágica explosiva. Cuando Spike llama a ella desde abajo, Midnight es distraída y sale temporalmente de su trance dañado, permitiendo a Daydream derrotarla. Midnight se envolvió en una luz brillante, lo que hizo que terminen en un vacío blanco. En el vacío, Daydream ofrece a Midnight la mano en señal de amistad, declarando que ella sólo quiere ayudarla. Midnight acepta con lágrimas en los ojos, y las dos vuelven a la normalidad antes de reaparecer en el patio de CHS. Twilight muestra un profundo remordimiento por lo que hizo, pero Sunset le asegura que todo el mundo la perdonará.
Una ahora furiosa directora Cinch exige a Celestia que Canterlot High pierda los Juegos de la Amistad, amenazando con llevar lo que ha sucedido al consejo escolar. Sin embargo, Celestia, Luna, Cadance y Spike le aseguran que el consejo escolar no va a creer una palabra de lo que dice. Con los Shadowbolts juntos al CHS, Cinch se aleja con su dignidad intacta. No hay ganador de los Juegos de la Amistad, pero Celestia declara a todos ganadores, para gran satisfacción de todos.
Al día siguiente, Cadance asegura a Twilight que Cinch probablemente acepte su solicitud a Everton, pero Twilight comienza a tener dudas. Ella decide que el estudio independiente no la va a ayudar a aprender algo acerca de la amistad. Cadance le pregunta a Twilight que si entonces se va a quedar en Crystal Prep. Twilight le dice que los estudiantes de CHS parecen saber mucho sobre el tema de la amistad, y le pregunta que si se podría transferir a CHS. Cadance le dice que sí.
En la estatua de los Wondercolts destruida, Sunset le dice a sus amigas que ella se dio cuenta de cómo funciona la magia en este mundo. Ellas se transforman siempre que muestran la parte más verdadera de sí mismas, y que no necesitaban que la Princesa Twilight vaya y venga de Equestria por asuntos menores. Celestia entra e introduce a Twilight como la nueva estudiante de Canterlot High, y las Rainbooms aceptan encantadas.
En una escena pre-créditos, Twilight y las Rainbooms disfrutan de un pícnic junto a la estatua de los Wondercolts cuando la Twilight de Equestria emerge repentinamente desde el portal. Ella apresuradamente se disculpa con Sunset por su última contestación a sus mensajes ya que estaba preocupada por un "viaje entre dimesiones", que calificó como lo más extraño que le ha pasado a ella. De repente, se da cuenta de que sus amigas humanas están con una chica que se parece a ella, pero que lleva gafas y con el cabello amarrado. La Twilight humana tan sólo se atreve a saludarla con un gesto en la mano, cuando la Princesa Twilight la mira en estado de shock y confusión y finalmente dice que ella es lo segundo más extraño.

## Reparto
| Personaje                      | Actor original | Actor de doblaje (México) | Actor de doblaje (España)                        |
| ------------------------------ | --- | --- | ------------------------------------------------ |
| Sci-Twilight/ Midnight Sparkle | Tara Strong | Carla Castañeda | Yolanda Gispert                                  |
| Sci-Twilight/ Midnight Sparkle | Rebecca Shoichet (canciones) | Carla Castañeda | Minneiah Gordo (canciones)                       |
| Sunset Shimmer                 | Rebecca Shoichet | Circe Luna | Gloria Cano                                      |
| Sunset Shimmer                 | Rebecca Shoichet | Victoria "Tori" Domínguez (canciones) | Anna Cano (canciones)                            |
| Applejack                      | Ashleigh Ball | Claudia Motta | Ariadna Giménez (diálogos) Anna Orra (canciones) |
| Rainbow Dash                   | Ashleigh Ball | Analiz Sánchez | Eva Ordeig                                       |
| Rainbow Dash                   | Ashleigh Ball | Analiz Sánchez | Dámaris Aragón (canciones)                       |
| Pinkie Pie                     | Andrea Libman | Melissa Gedeón | Carmen Calvell Anna Cano (canciones)             |
| Pinkie Pie                     | Shannon Chan-Kent (canciones) | Melissa Gedeón | Carmen Calvell Anna Cano (canciones)             |
| Rarity                         | Tabitha St. Germain | Elsa Covián | Marina García Guevara Anna Cano (canciones)      |
| Rarity                         | Kazumi Evans (canciones) | Elsa Covián | Marina García Guevara Anna Cano (canciones)      |
| Fluttershy                     | Andrea Libman | Maggie Vera | Carmen Ambrós Dámaris Aragón (canciones)         |
| Directora Abacus Cinch         | Iris Quinn | Laura Torres | Silvia Castelló María Rosa Guillén (canciones)   |
| Directora Celestia             | Nicole Oliver | Rebeca Patiño | Carmen Calvell                                   |
| Subdirectora Luna              | Tabitha St. Germainl | Laura Ayala | Carmen Ambrós                                    |
| Spike                          | Cathy Weseluck | Cecilia Gómez | Sofía García                                     |
| Decana Cadence                 | Britt McKillip | Romina Marroquín Payró | Anna Orra                                        |
| Sugarcoat                      | Sienna Bohn | Valentina Souza | Merixtell Ané                                    |
| Sour Sweet                     | Sharon Alexander | Betzabé Jara | Iris Lago                                        |
| Sunny Flare                    | Britt Irvin | Dolores Mondragón | Ana Romano                                       |
| Indigo Zap                     | Kelly Sheridan | Jocelyn Robles | Elisabet Bargalló                                |
| Lemon Zest                     | Shannon Chan-Kent | Laura Sánchez | Berta Cortés                                     |
| Shining Armor                  | Andrew Francis | José Antonio Macías | Marc Zanni                                       |
| Flash Sentry                   | Vincent Tong | Bruno Coronel | Marcel Navarro                                   |
| Conductor                      | Vincent Tong | Alberto Bernal | Pep Orra                                         |
| Sweetie Drops                  | Andrea Libman | Claudia Motta | Carmen Ambrós (película)                         |
| Sweetie Drops                  | Andrea Libman | Claudia Motta | Ana María Camps (cortos)                         |
| Wondercolts                    | Rebecca Shoichet Shannon Chan-Kent Michelle Creber Madeleine Peters Kaylee Johnston Gabriel C. Brown Shylo Sharity Andrea Libman Vincent Tong | Maggie Vera Melissa Gedeón Carla Castañeda Tori Domínguez Analiz Sánchez Carla Cerda Nando Fortanell Moisés Iván Mora Alan Fernando Velázquez | Mireia Gordo Sarai Martínez David González       |
| Shadowbolts                    | Rebecca Shoichet Shannon Chan-Kent Michelle Creber Madeleine Peters Kaylee Johnston Gabriel C. Brown Shylo Sharity Andrea Libman Vincent Tong | Maggie Vera Melissa Gedeón Carla Castañeda Tori Domínguez Analiz Sánchez Carla Cerda Nando Fortanell Moisés Iván Mora Alan Fernando Velázquez | Mireia Gordo Sarai Martínez David González       |
| Princesa Twilight Sparkle      | Tara Strong | Carla Castañeda | Yolanda Gispert                                  |
| Insertos                       | N/A | Betzabé Jara | N/A                                              |

### Voces adicionales
- Alicia Barragán
- Araceli Romero
- Annie Rojas
- Angélica Villa
- Alina Galindo
- Dolores Mondragón
- Dan Frausto
- Diana Alonso
- Laura Sánchez
- Lorena Villegas
- Gabriel Ortiz
- Melissa Gedeón
- Pamela Cruz
- Jocelyn Robles
- Sofía Huerta
- Sergio Morel

### Coros adicionales
- Maggie Vera
- Hiromi Hayakawa †
- Fela Domínguez
- Sandra Domínguez

## Producción
Un claro del bosque, usado tanto para el episodio "La magia de la amistad" "Un Descanso Agotador" y para esta película, se previsualizó en una imagen de fondo que se mostró en línea en noviembre de 2014.
La tercera entrega fue burlada por primera vez por el codirector de  Rainbow Rocks , Ishi Rudell, el 12 de diciembre de 2014. Brony Donald "Dusty Katt" Rhoades preguntó preguntándose sobre el silencio de Rudell en Twitter , y Rudell respondió que estaba "demasiado ocupado trabajando en el n. ° 3".
El 29 de enero de 2015, Australia n distribuidor de medios domésticos Beyond Home Entertainment declaró a través de Facebook que habían obtenido los derechos de distribución para las temporadas 4 y 5 de  La magia de la amistad , además a  Rainbow Rocks  y la "tercera Equestria Girls [película]". Durante la presentación de los inversores de Hasbro en el 2015 Feria de juguetes de Nueva York, junto con otros productos en la línea de Friendship Games.
Los diseños conceptuales para los créditos finales de la película fueron realizados por Katrina Hadley con Chris Lienonin y Jerremy Mah en los diseños.